# Bamakuno Forest Park
Bamakuno Forest Park är en skogspark i Gambia, vilken inrättades den 1 januari 1954 och täcker 931 hektar.